# Microsoft 365
O Microsoft 365 é um conjunto/família de softwares de produtividade e serviços baseados em nuvem (um serviço de assinatura) desenvolvido pela empresa norte-americana Microsoft, focado no trabalho colaborativo simultâneo a equipes de diversos tamanhos, e na segurança, lançado em junho de 2011. Ele engloba serviços on-line como Outlook.com, OneDrive, Microsoft Teams, programas anteriormente comercializados sob o nome Microsoft Office (incluindo aplicativos como Word, Excel, PowerPoint e Outlook), produtos corporativos e serviços associados a esses produtos, tais como O Exchange Server, o SharePoint e o Yammer e os planos de assinatura que englobam esses produtos. 
Tem suporte nos sistemas operacionais Windows, macOS, iOS e Android, A suite inclui versões na nuvem do Exchange, Outlook, OneDrive, OneNote, SharePoint, Teams, Yammer, Power BI, Stream, Bookings, Skype, Office Online, versões no computador do Publisher e Access, proteção contra phishing e ransomware, e atualizações automáticas periódicas, … É utilizada no navegador web, sem a necessidade de instalação, bastando criar uma conta para uso.
A marca Office 365 foi introduzida pela primeira vez em 2010 para se referir a um software baseado em assinatura como uma plataforma de serviço para o mercado corporativo, incluindo serviços hospedados como Exchange, SharePoint e Lync Server, e Office na web. Alguns planos também incluíram licenças para o software Microsoft Office 2010. Após o lançamento do Office 2013, a Microsoft começou a promover o serviço como o principal modelo de distribuição para o pacote Microsoft Office, adicionando planos focados no consumidor integrando-se a serviços como OneDrive e Skype, e enfatizando atualizações contínuas de recursos (em oposição às licenças de não assinatura, onde novas versões exigem a compra de uma nova licença e não recebem atualizações de recursos).
Em julho de 2017, a Microsoft introduziu uma segunda marca de serviços de assinatura para o mercado corporativo conhecido como Microsoft 365, combinando o Office 365 com licenças de volume do Windows 10 Enterprise e outros produtos de segurança e gerenciamento de dispositivos baseados na nuvem. Em 21 de abril de 2020, o Office 365 foi rebatizado como Microsoft 365, para enfatizar a atual inclusão de produtos e serviços além da principal família de software do Microsoft Office (incluindo ferramentas de produtividade baseadas em nuvem e recursos de inteligência artificial). A maioria dos produtos que foram chamados de Office 365 foram renomeados como Microsoft 365 no mesmo dia. Em outubro de 2022, a Microsoft anunciou que descontinuaria a marca "Microsoft Office" até janeiro de 2023, com a maioria de seus produtos sendo comercializados principalmente sob a marca "Microsoft 365".
O Microsoft 365 é distribuído no site oficial da Microsoft, junto a computadores ou em outras lojas físicas, ou virtuais.

## Diferenças Office 365 e Office 2019
A principal diferença entre o Office 365 (atualmente Microsoft 365) e o 2019 é o modelo de negócios, formato da licença de uso. Para a versão 2019 (e versões anteriores) a Microsoft tem a licença de pagamento único, onde o usuário garante o direito de uso permanente para todos os programas no pacote - não ficando preso a um plano de assinatura - contará com o básico não pagando por todos os programas. Enquanto a versão 365 oferece o pacote/suíte completa, que podem ser usados localmente através da instalação no computador ou na nuvem através da página do Office Online; mas que é necessário ter uma conta Microsoft e assinar um plano mensal ou anual.

## Planos
O Microsoft 365 está disponível em um número de diferentes planos de assinatura para diferentes necessidades e segmentos do mercado, fornecendo diferentes planos de recursos com diferentes faixas de preços. Os planos principais são:
- Microsoft 365 Personal: Inclui acesso a uma pessoa, em todos os dispositivos: ao Word, Excel, PowerPoint, OneNote, Outlook, Publisher, Access, OneDrive e Skype, para uso não-comercial (em smartphone e computador com Windows 7, 8, 10 ou 11). Também inclui 1TB de armazenamento no OneDrive, e 60 minutos de ligações internacionais no Skype por mês. Assinatura mensal de R$ 36,00 e anual de R$ 359,00.
- Microsoft 365 Family: Destinado a consumidores e famílias tradicionais, assim como o Personal, mas para uso em até 5 dispositivos por até 6 usuários.[7] Assinatura mensal de R$ 45,00 e anual de R$ 449,00.
- Office Home & Student 2021: Destinado a famílias e estudantes. Assinatura única de R$ 749,00.
- Office Home & Business 2021: Compra única no valor de R$ 1.989,00
- Microsoft 365 Empresas Basic: uso comercial com assinatura mensal de R$ 23,60/€ 4,20 por usuário.
- Microsoft 365 Empresas: Assinatura mensal de R$ 59,00/10,50 por usuário.
- Microsoft 365 Empresas Premium: Assinatura mensal de R$ 94,40/16,90 por usuário.
- Microsoft 365 Apps para Pequenas e Médias Empresas: Assinatura mensal de R$ 94,40/8,80 por usuário.
- Microsoft 365 A1: Assinatura mensal de R$ 37,80 por usuário.
- Microsoft 365 A3: Assinatura mensal de R$ 94,40 por usuário.
- Microsoft 365 A5: Assinatura mensal de R$ 165,30 por usuário.
- Microsoft 365 E3: Assinatura mensal de R$ 230,30 por usuário ao mês.
- Microsoft 365 E5: Assinatura mensal de R$ 364,70 por usuário ao mês.
- Microsoft 365 F3: Assinatura mensal de R$ 51,20 por usuário ao mês.

### Comparação
| Recurso                                      | Office Online | Personal        | Family          | Home & Student 2021 | Empresas Basic       | Empresas            | Empresas Premium     | Apps para Pequenas e Médias Empresas | Enterprise E1        | Enterprise E3        | Enterprise E5       |
| -------------------------------------------- | ------------- | --------------- | --------------- | ------------------- | -------------------- | ------------------- | -------------------- | ------------------------------------ | -------------------- | -------------------- | ------------------- |
| Assinatura                                   |               |                 |                 |                     |                      |                     |                      |                                      |                      |                      |                     |
| Termos de pagamento                          | Gratuito      | Mensal ou anual | Mensal ou anual | Compra Única        | Por usuário por mês  | Por usuário por mês | Por usuário por mês  | Por Usuário por ano                  | Por usuário por mês  | Por usuário por mês  | Por usuário por mês |
| Número de usuários licenciados               | Ilimitado     | 1               | 6               | 1                   | 300                  | 300                 | 300                  | Ilimitado                            | Ilimitado            | Ilimitado            | Ilimitado           |
| Armazenamento do OneDrive por usuário        | 5 GB          | 1 TB            | 1 TB            | 5 GB                | 1 TB                 | 1 TB                | 1 TB                 | Nenhum                               | 1 TB                 | Ilimitado            | Ilimitado           |
| Software                                     |               |                 |                 |                     |                      |                     |                      |                                      |                      |                      |                     |
| Word                                         | Não           | Sim             | Sim             | Sim                 | Não                  | Sim                 | Sim                  | Não                                  | Não                  | Sim                  | Sim                 |
| Excel                                        | Não           | Sim             | Sim             | Sim                 | Não                  | Sim                 | Sim                  | Não                                  | Não                  | Sim                  | Sim                 |
| PowerPoint                                   | Não           | Sim             | Sim             | Sim                 | Não                  | Sim                 | Sim                  | Não                                  | Não                  | Sim                  | Sim                 |
| OneNote                                      | Não           | Sim             | Sim             | Não                 | Não                  | Sim                 | Sim                  | Não                                  | Não                  | Sim                  | Sim                 |
| Outlook                                      | Não           | Sim             | Sim             | Não                 | Não                  | Sim                 | Sim                  | Não                                  | Não                  | Sim                  | Sim                 |
| Publisher                                    | Não           | Sim             | Sim             | Não                 | Não                  | Sim                 | Sim                  | Não                                  | Não                  | Sim                  | Sim                 |
| Access                                       | Não           | Sim             | Sim             | Não                 | Não                  | Sim                 | Sim                  | Não                                  | Não                  | Sim                  | Sim                 |
| Skype                                        | Sim           | Sim             | Sim             | Não                 | Não                  | Não                 | Não                  | Não                                  | Não                  | Não                  | Não                 |
| Onedrive                                     | Sim           | Sim             | Sim             | Não                 | Sim                  | Sim                 | Sim                  | Não                                  | Sim                  | Sim                  | Sim                 |
| Skype for Business                           | Não           | Não             | Não             | Sim                 | Sim                  | Não                 | Sim                  | Não                                  | Não                  | Sim                  | Sim                 |
| Planner                                      | Não           | Não             | Não             | Não                 | Sim                  | Não                 | Sim                  | Não                                  | Sim                  | Sim                  | Sim                 |
| InfoPath                                     | Não           | Não             | Não             | Não                 | Não                  | Não                 | Não                  | Não                                  | Não                  | Sim                  | Sim                 |
| Aplicativos do Office Online                 | Sim           | Sim             | Sim             | Sim                 | Sim                  | Sim                 | Sim                  | Somente visualização de anexos       | Sim                  | Sim                  | Sim                 |
| Teams                                        | Não           | Não             | Não             | Não                 | 1º trimestre de 2017 | Não                 | 1º trimestre de 2017 | Não                                  | 1º trimestre de 2017 | 1º trimestre de 2017 | Sim                 |
| Serviços                                     |               |                 |                 |                     |                      |                     |                      |                                      |                      |                      |                     |
| Exchange Server                              | Não           | Não             | Não             | Não                 | Sim                  | Não                 | Sim                  | Sim                                  | Sim                  | Sim                  | Sim                 |
| Skype for Business Server                    | Não           | Não             | Não             | Não                 | Sim                  | Não                 | Sim                  | Não                                  | Sim                  | Sim                  | Sim                 |
| Yammer Enterprise                            | Não           | Não             | Não             | Não                 | Não                  | Não                 | Não                  | Não                                  | Sim                  | Sim                  | Sim                 |
| Website público                              | Não           | Não             | Não             | Não                 | Sim                  | Não                 | Sim                  | Não                                  | Sim                  | Sim                  | Sim                 |
| Armazenamento e compartilhamento de arquivos | Não           | Não             | Não             | Sim                 | Sim                  | Não                 | Sim                  | Não                                  | Sim                  | Sim                  | Sim                 |
| SharePoint                                   | Não           | Não             | Não             | Sim                 | Sim                  | Não                 | Sim                  | Não                                  | Sim                  | Sim                  | Sim                 |
| Integração com Active Directory              | Não           | Não             | Não             | Não                 | Sim                  | Não                 | Sim                  | Sim                                  | Sim                  | Sim                  | Sim                 |
| Caixas de e-mail do site                     | Não           | Não             | Não             | Não                 | Não                  | Não                 | Sim                  | Não                                  | Não                  | Sim                  | Sim                 |
| Aplicativos móveis do Office                 | Não           | Sim             | Sim             | Sim                 | Não                  | Sim                 | Sim                  | Não                                  | Não                  | Sim                  | Sim                 |
| E-mail avançado                              | Não           | Não             | Não             | Não                 | Não                  | Não                 | Não                  | Não                                  | Não                  | Sim                  | Sim                 |
| Armazenamento de e-mail por usuário          | 15 GB         | 50 GB           | 50 GB           | 50 GB               | 50 GB                | Nehhum              | 50 GB                | 50 GB                                | 50 GB                | 100 GB               | 100 GB              |
| eDiscovery Center                            | Não           | Não             | Não             | Não                 | Não                  | Não                 | Não                  | Não                                  | Não                  | Sim                  | Sim                 |
| Self-Service-Business Intelligence           | Não           | Não             | Não             | Não                 | Não                  | Não                 | Não                  | Não                                  | Não                  | Sim                  | Sim                 |
| Voicemail                                    | Não           | Não             | Não             | Não                 | Não                  | Não                 | Não                  | Não                                  | Não                  | Sim                  | Sim                 |
| Domínio personalizado                        | Não           | Não             | Não             | Não                 | Sim                  | Desconhecido        | Sim                  | Sim                                  | Desconhecido         | Sim                  | Sim                 |